# ITA Airways
«A sky full of Italy» 
 «Un ciel plein d'Italie»
ITA Airways (officiellement Italia Trasporto Aereo S.p.A.) est la compagnie aérienne porte-drapeau de l'Italie. Elle assure des vols nationaux et internationaux depuis son hub de l'aéroport international Léonard-de-Vinci de Rome Fiumicino et depuis son hub secondaire de Milan-Linate. Née à la suite de l'arrêt des activités d'Alitalia le 16 octobre 2021, dont elle a repris une grande partie des opérations, du personnel et des appareils.
La compagnie est entièrement publique : 100 % du capital est détenu par l'État italien. Cependant, à la suite de la validation de la Commission européenne conclue en juillet 2024, Lufthansa participera jusqu'à 41 % du capital.

## Histoire

Premier logotype de la compagnie ITA Airways en 2021.

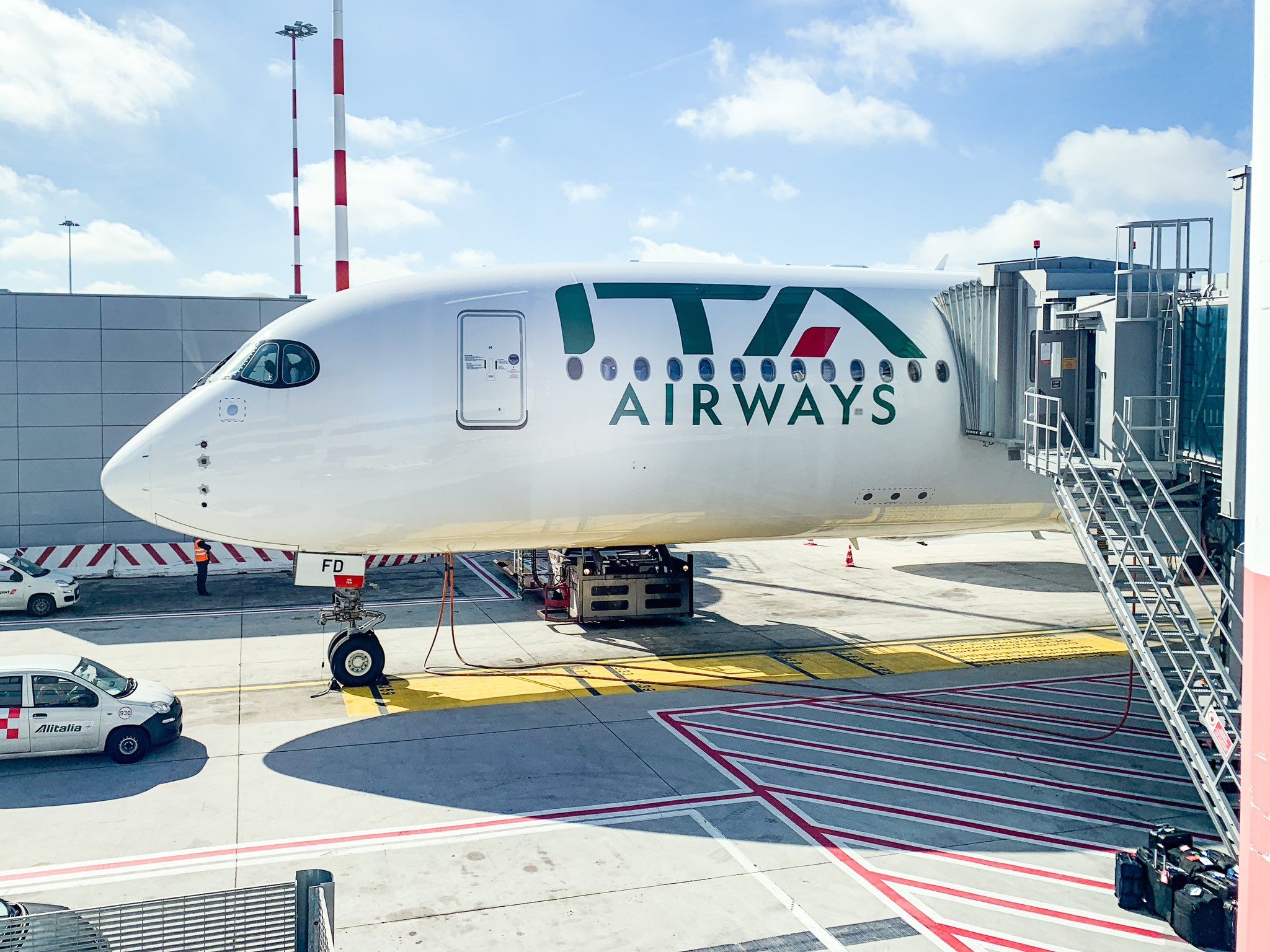
Nez d'un Airbus A350 avec la première livrée d'ITA Airways.

Créée en 1946, Alitalia était la compagnie nationale italienne reprise par le gouvernement italien en 1957 avant de redevenir une entreprise privée jusqu'à sa faillite en 2021.
ITA trouve son origine dans le décret-loi no 18/2020 (devenu la loi no 27/2020), qui autorise « la création d'une nouvelle société détenue à 100 % par le ministère de l'économie et des finances [..] pour l'exercice d'activités commerciales dans le secteur du transport aérien de personnes et de marchandises ». Formellement, la société est constituée sous le nom d'Italia Trasporti Aereo SpA (ITA) par un décret interministériel en date du 9 octobre 2020 qui établit les statuts et nomme les dirigeants. Une première affectation de 20 millions de capital social est prévue, qui passe à 700 millions en juillet 2021.
L'exécutif européen, chargé d'examiner la conformité des aides d'État avec les règles de concurrence en vigueur dans l'Union européenne, doit donner son feu vert au plan de sauvetage italien, chiffré à 3 milliards d'euros, pour relancer Alitalia. Le 8 janvier 2021, la Commission européenne envoie un courrier au représentant permanent de l'Italie auprès de l'UE appelant le pays à lancer un « appel d'offres ouvert, transparent, non discriminatoire et inconditionnel » pour céder les actifs d'Alitalia. La lettre détaille 62 demandes de clarification, rejetant l'idée que l'ancien transporteur puisse vendre ses biens à la nouvelle société en négociation privée. En outre, la compagnie devra en partie vendre ses créneaux à l'aéroport de Milan-Linate et adopter un nouveau nom et un nouveau logo pour marquer une rupture nette avec le passé. La Commission européenne suggère que les activités combinées d'aviation, d'assistance au sol et de maintenance soient vendues séparément à un tiers.
Le gouvernement italien négocie alors âprement avec Bruxelles pour valider le lancement d'ITA. Fin mai 2021, il indique avoir passé « une étape importante » dans les négociations avec la Commission européenne en vue de la création d'une future compagnie censée naître des cendres d'Alitalia.
Le 26 août suivant, ITA Airways ouvre officiellement la vente de billets sur son nouveau site Web.
En septembre, ITA décide d'acquérir certains actifs d'Alitalia – Società Aerea Italiana SpA et obtient l'autorisation de l'Union européenne pour démarrer ses activités.

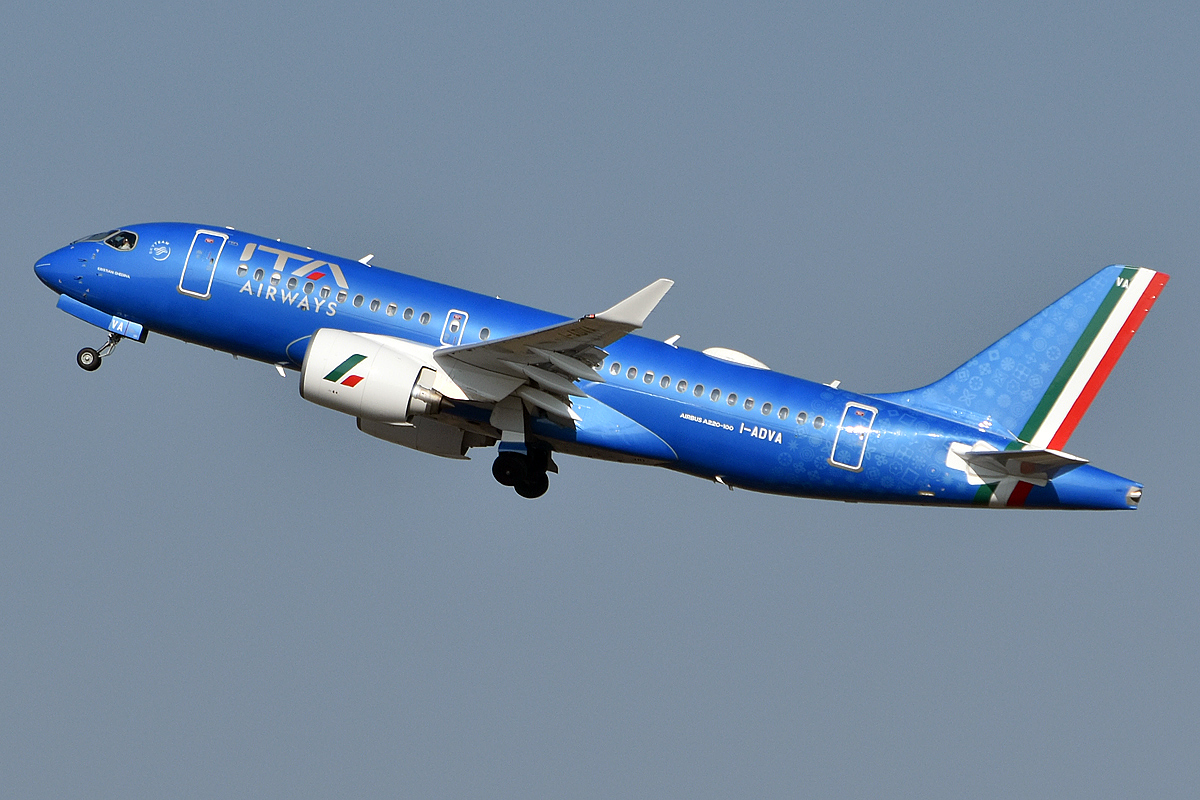
Un A220 avec la livrée bleue d'ITA Airways.

Après avoir acquis à l'issue d'un appel d'offres la marque « Alitalia » et son logo, ITA Airways commence ses opérations le vendredi 15 octobre 2021.
En janvier 2023, la compagnie aérienne allemande Lufthansa dépose une offre pour acheter 41 % du capital d'ITA, avant de monter plus encore au capital de l'entreprise dans le futur. L'Etat italien soutient cette option. Mais un an après, le dossier n'est toujours pas bouclé, bloqué par la Commission européenne qui étudie son impact sur la concurrence et le marché aérien.
En août 2024, ITA Airways desservait 57 destinations dont 16 nationales, 26 internationales et 15 intercontinentales. La flotte est entièrement Airbus (A220, A319, A320, A320neo, A321neo, A330, A330neo et A350.

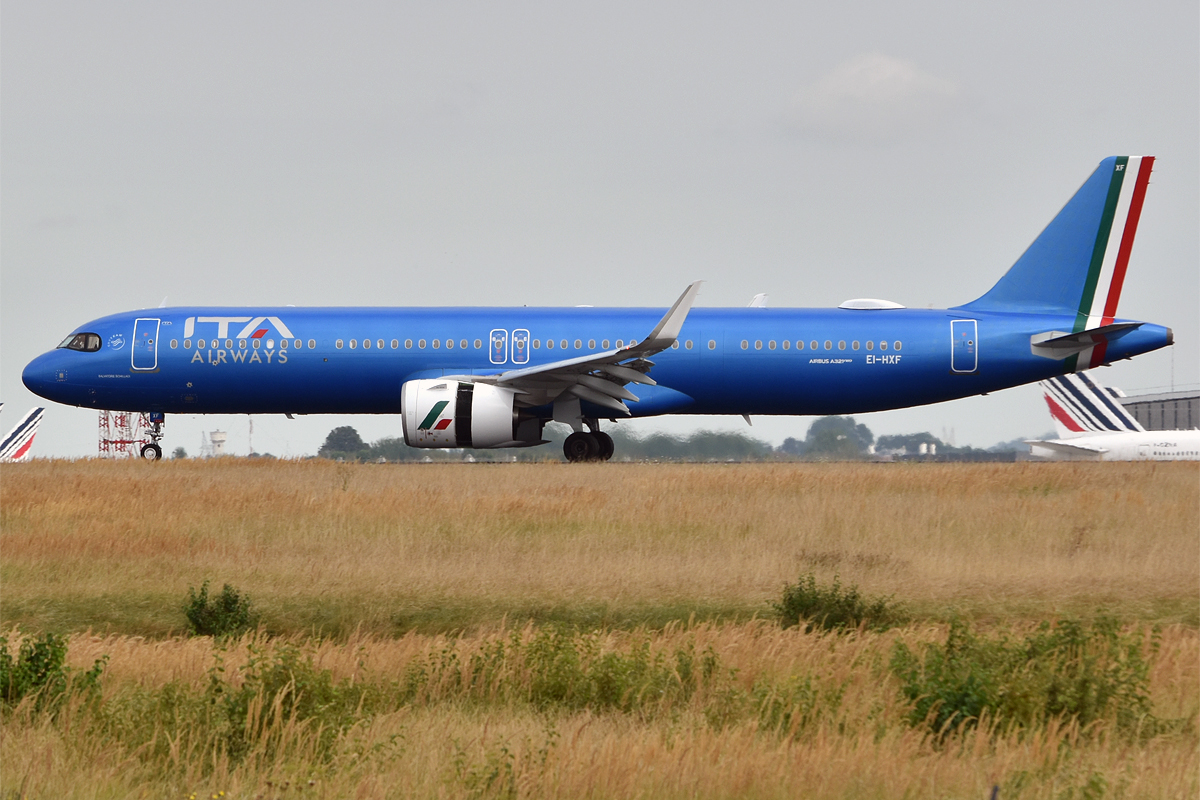
Airbus A321neo

En septembre 2024, ITA Airways annonce de ses nouveaux bureaux de Milan où elle est très présente sur l'aéroport de Milan-Linate, changer de logotype qui arbore dorénavant "Inspired by Alitalia" (inspirée par Alitalia) rendant hommage à l’histoire de l’aviation italienne et du pays en mettant en valeur la marque Alitalia reconnue comme une excellence pionnière dans le transport aérien "Made in Italy". Ce nouveau logo rentre  dans le processus de fusion avec la compagnie allemande Luthansa effective dès novembre 2024.
ITA Airways se porte bien financièrement (1er semestre 2024: 8,3 millions de passagers transportés soit une hausse de 26% avec des revenus qui ont augmenté de 33% et un taux de remplissage de 79% soit 2 points de plus qu'au premier semestre 2023),.
Lufthansa compte acquérir dans un premier temps une part minoritaire de 41% de la compagnie publique italienne mais en se réservant l'option de monter à 100% à moyen terme.
Le 1er mai 2025, ITA Airways quitte l'alliance SkyTeam.

## Propriété
L'État italien détient toujours 100 % la compagnie via le ministère de l'Économie et des Finances.
Les bureaux de la compagnie se situent au ministère au  58/A Via Venti Settembre à Rome.
Antonino Turicchi est le président et Andrea Benassi est le président-directeur général.

## Destinations
| Ville             | Aéroport                                    |
| ----------------- | ------------------------------------------- |
| Alghero           | Aéroport d'Alghero-Fertilia                 |
| Brindisi          | Aéroport de Brindisi                        |
| Bologne           | Aéroport de Bologne-Borgo Panigale          |
| Bari              | Aéroport de Bari                            |
| Cagliari          | Aéroport de Cagliari-Elmas                  |
| Catane            | Aéroport de Catane-Fontanarossa             |
| Rome              | Aéroport Léonard-de-Vinci de Rome Fiumicino |
| Gênes             | Aéroport de Gênes-Christophe-Colomb         |
| Lamezia Terme     | Aéroport de Lamezia Terme                   |
| Lampedusa         | Aérodrome de Lampedusa                      |
| Milan             | Aéroport de Milan-Linate                    |
| Milan             | Aéroport de Milan Malpensa                  |
| Naples            | Aéroport de Naples-Capodichino              |
| Olbia             | Aéroport d'Olbia                            |
| Palerme           | Aéroport de Palerme                         |
| Pantelleria       | Aérodrome de Pantelleria                    |
| Pescara           | Aéroport des Abruzzes                       |
| Reggio de Calabre | Aéroport de Reggio de Calabre               |
| Trieste           | Aéroport du Frioul-Vénétie Julienne         |
| Turin             | Aéroport de Turin-Caselle                   |
| Venise            | Aéroport de Venise-Marco-Polo               |
| Vérone            | Aéroport de Vérone                          |

| Pays        | Ville          | Aéroport                                                   |
| ----------- | -------------- | ---------------------------------------------------------- |
| Albanie     | Tirana         | Aéroport international de Tirana                           |
| Algérie     | Alger          | Aéroport d'Alger - Houari-Boumédiène                       |
| Allemagne   | Düsseldorf     | Aéroport international de Düsseldorf                       |
| Allemagne   | Francfort      | Aéroport de Francfort-sur-le-Main                          |
| Allemagne   | Munich         | Aéroport Franz-Josef-Strauß de Munich                      |
| Allemagne   | Hambourg       | Aéroport Helmut-Schmidt de Hambourg                        |
| Allemagne   | Stuttgart      | Aéroport de Stuttgart                                      |
| Argentine   | Buenos Aires   | Aéroport international d'Ezeiza                            |
| Belgique    | Bruxelles      | Aéroport de Bruxelles                                      |
| Brésil      | São Paulo      | Aéroport international de São Paulo/Guarulhos              |
| Bulgarie    | Sofia          | Aéroport de Sofia                                          |
| Canada      | Toronto (2024) | Aéroport international Pearson de Toronto                  |
| Croatie     | Split          | Aéroport de Split                                          |
| Égypte      | Le Caire       | Aéroport international du Caire                            |
| Espagne     | Barcelone      | Aéroport Josep Tarradellas Barcelone-El Prat               |
| Espagne     | Madrid         | Aéroport Adolfo Suárez Madrid-Barajas                      |
| États-Unis  | Boston         | Aéroport international Logan de Boston                     |
| États-Unis  | Los Angeles    | Aéroport international de Los Angeles                      |
| États-Unis  | Miami          | Aéroport international de Miami                            |
| États-Unis  | New York City  | Aéroport international de New York - John-F.-Kennedy       |
| États-Unis  | Chicago (2024) | Aéroport international O'Hare O'Hare International Airport |
| France      | Nice           | Aéroport de Nice-Côte d'Azur                               |
| France      | Paris          | Aéroport de Paris-Charles-de-Gaulle                        |
| France      | Paris          | Aéroport de Paris-Orly                                     |
| Ghana       | Accra          | Aéroport international de Kotoka                           |
| Grèce       | Athènes        | Aéroport international d'Athènes Elefthérios-Venizélos     |
| Israël      | Tel Aviv-Jaffa | Aéroport international de Tel Aviv-David Ben Gourion       |
| Inde        | New Delhi      | Aéroport international Indira-Gandhi                       |
| Japon       | Tokyo          | Aéroport international Haneda de Tokyo                     |
| Luxembourg  | Luxembourg     | Aéroport de Luxembourg-Findel                              |
| Maldives    | Malé           | Aéroport international de Malé                             |
| Malte       | Il-Gudja       | Aéroport international de Malte                            |
| Pays-Bas    | Amsterdam      | Aéroport d'Amsterdam-Schiphol                              |
| Royaume-Uni | Londres        | Aéroport de Londres-Heathrow                               |
| Royaume-Uni | Londres        | Aéroport de Londres-City                                   |
| Sénégal     | Dakar (2024)   | Aéroport international Blaise-Diagne                       |
| Suisse      | Genève         | Aéroport international de Genève                           |
| Suisse      | Zurich         | Aéroport international de Zurich                           |
| Tunisie     | Tunis          | Aéroport international de Tunis-Carthage                   |

## Flotte

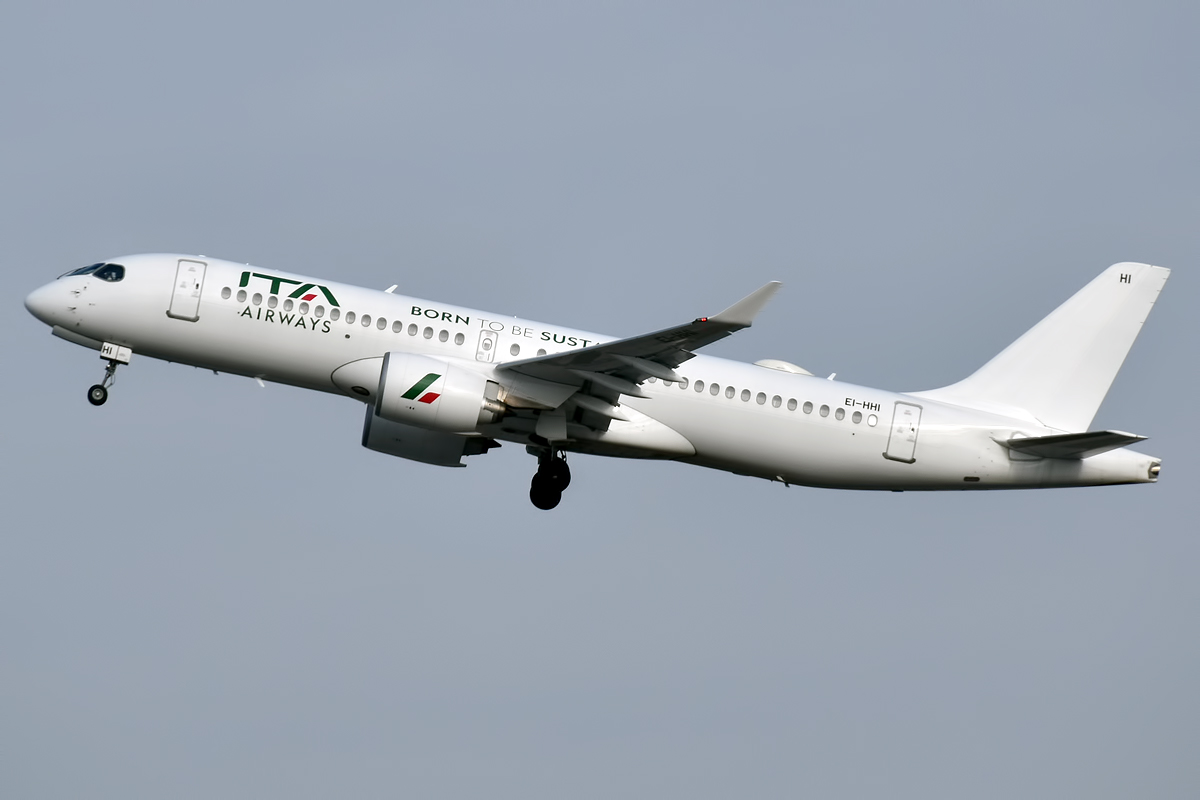
Airbus A220-300 (livrée: Born to be Sustainable) en 2023.

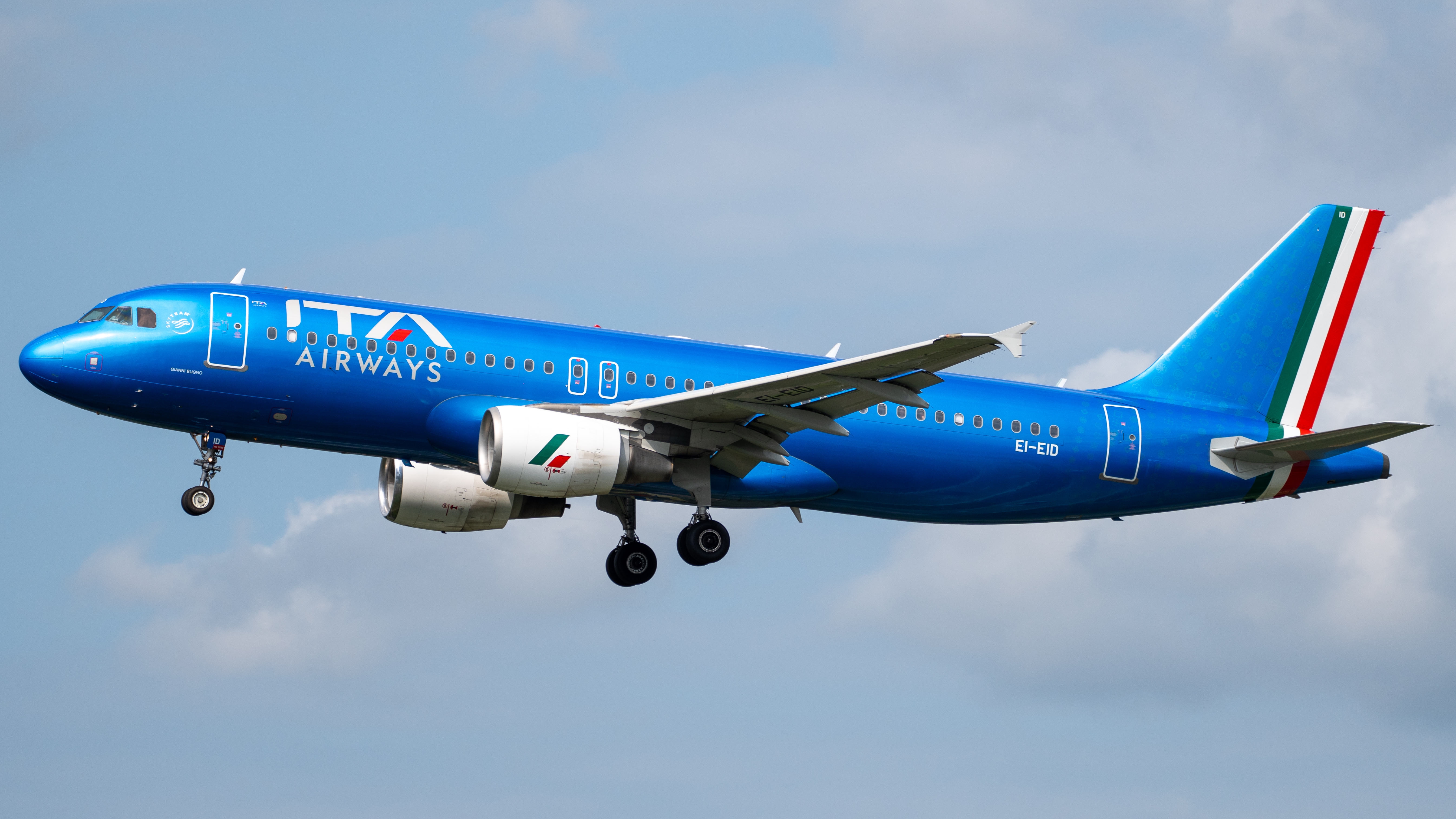
Airbus A320-216.

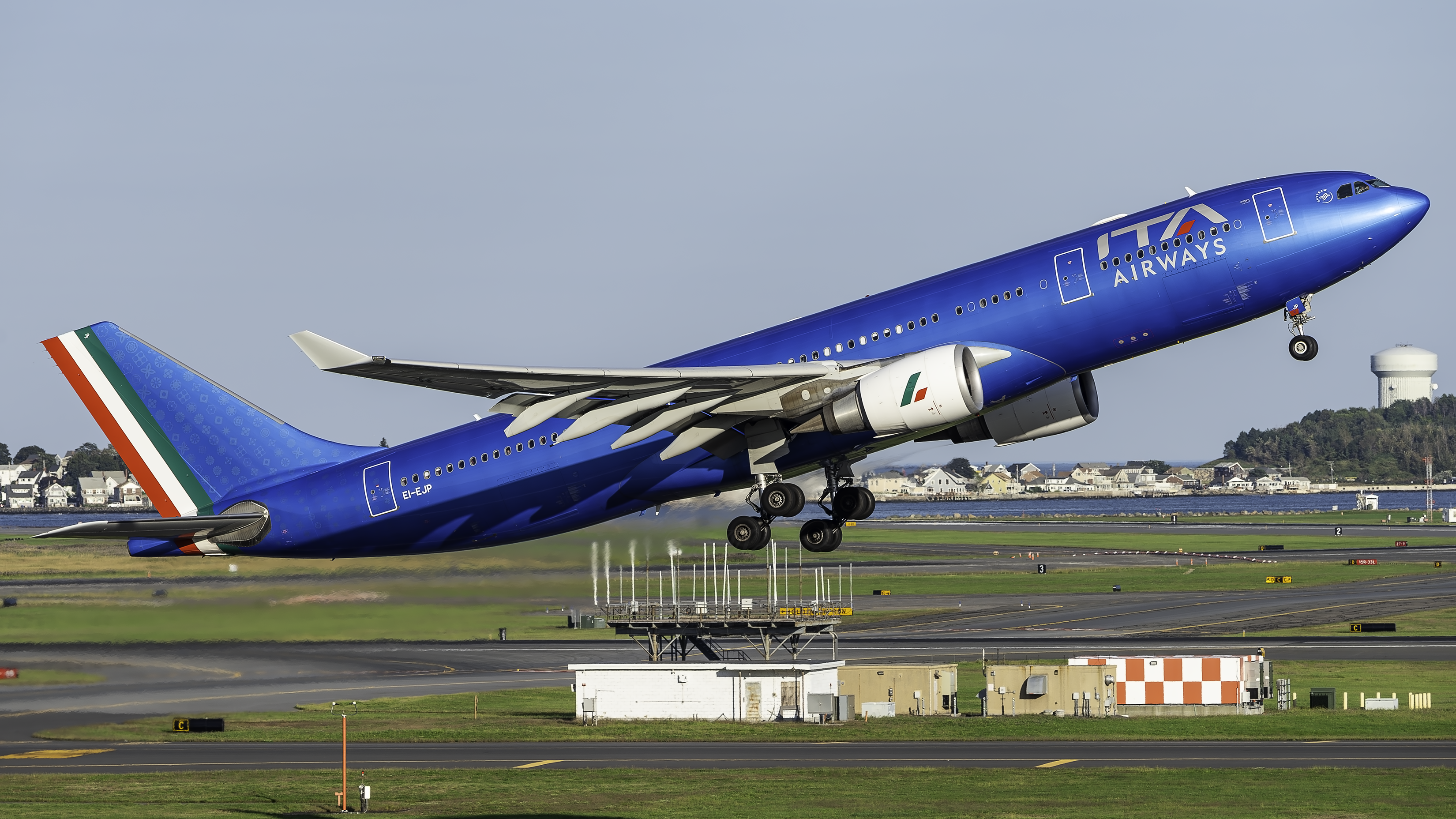
Airbus A330-202.

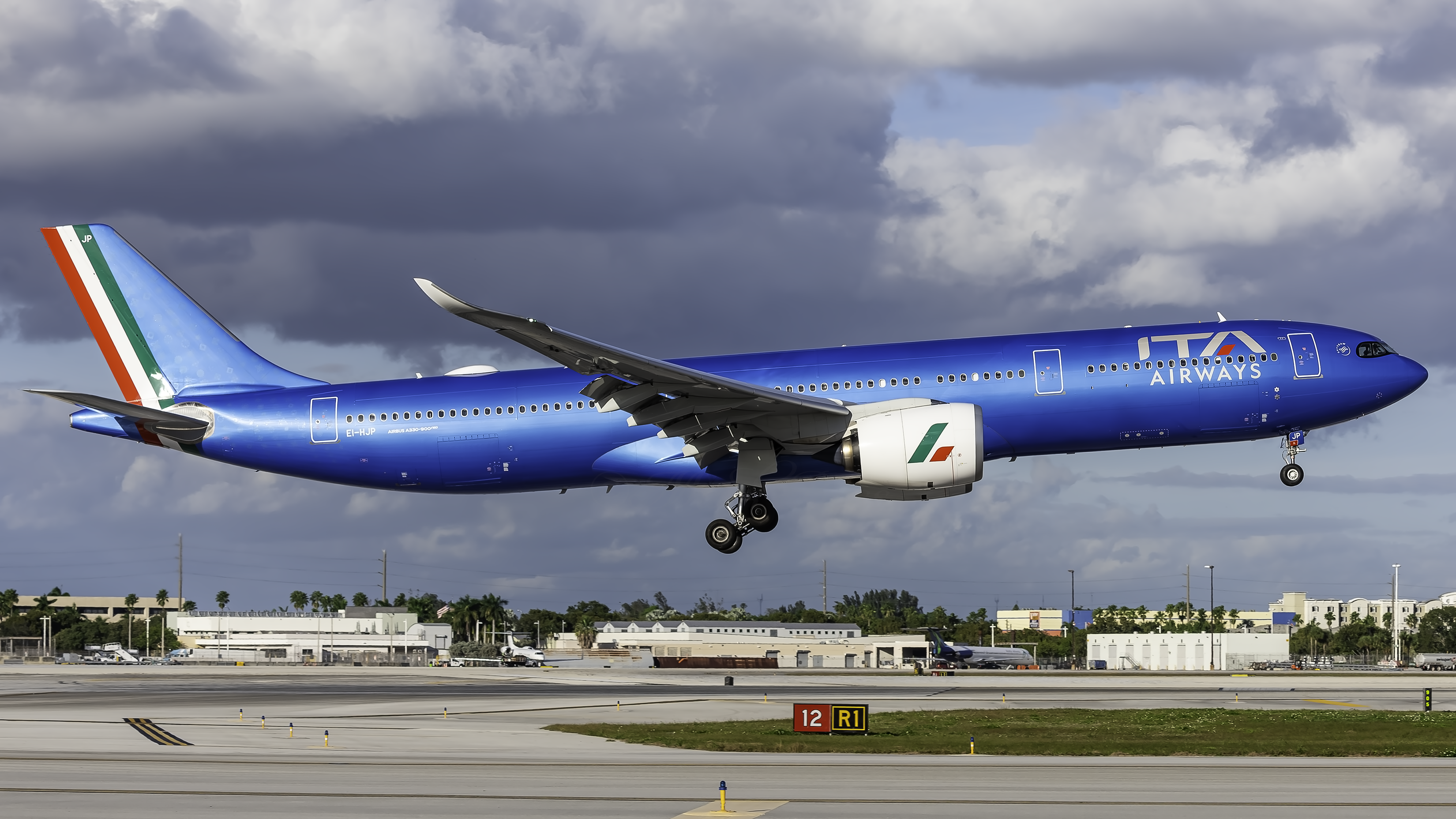
Airbus A330-941.

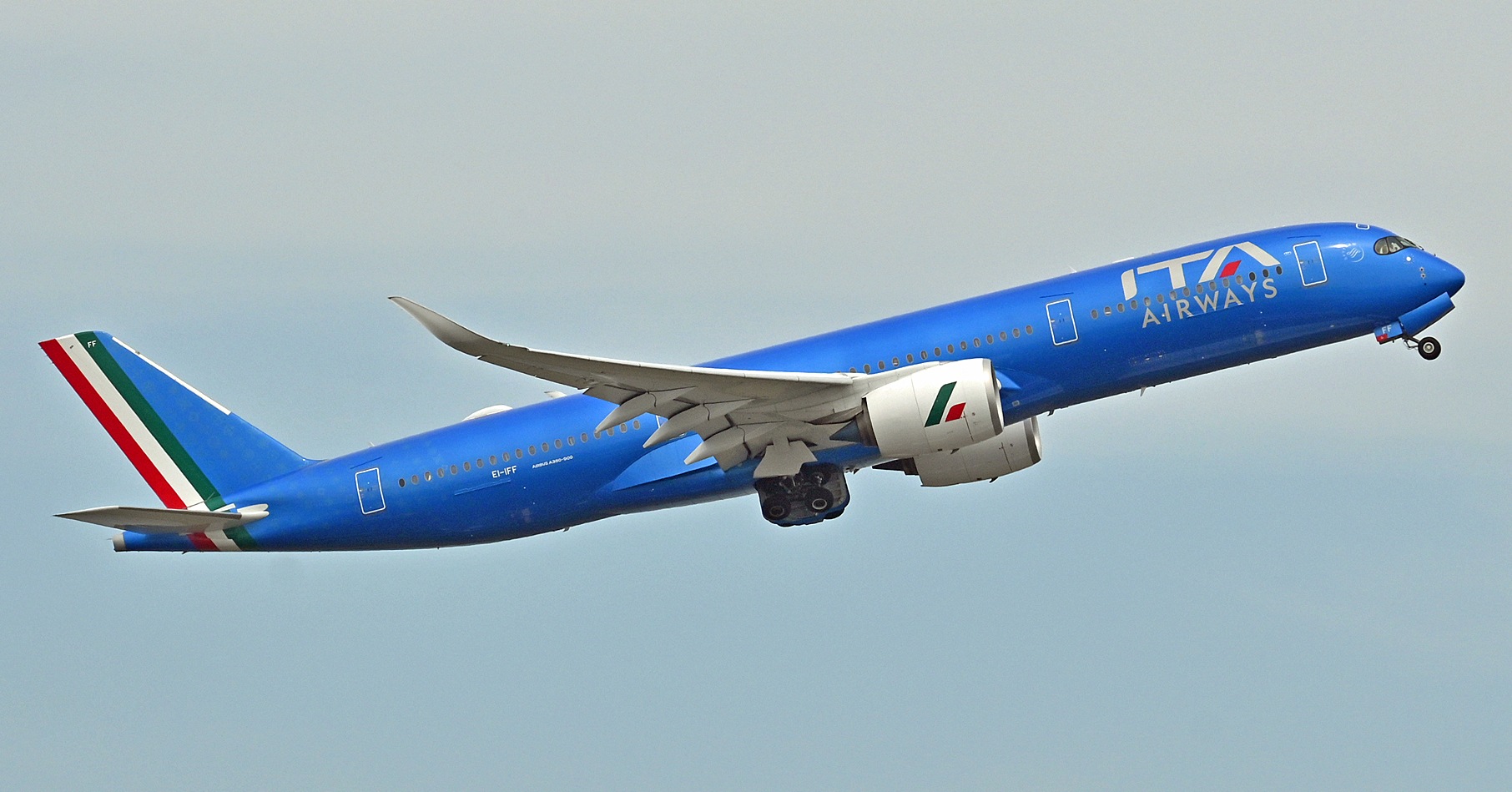
Airbus A350-941.

* Loués auprès de Air Lease Corporation